# Bruno Rossi
Bruno Benedetto Rossi (ur. 13 kwietnia 1905 w Wenecji, zm. 21 listopada 1993 w Cambridge) – włoski i amerykański fizyk doświadczalny.

## Biografia
Rossi urodził się w Wenecji 13 kwietnia 1905 roku. Studiował na Uniwersytecie Bolońskim. W latach 1932–1938 był profesorem Uniwersytetu Padewskiego. Przed II wojną światową został zmuszony do emigracji do Stanów Zjednoczonych ze względu na swoje żydowskie pochodzenie. W latach 1940–1945 wykładał na Uniwersytecie Cornella w Ithace. W 1945 otrzymał obywatelstwo. Następnie zatrudniony przez Massachusetts Institute of Technology. Badał m.in. promieniowanie kosmiczne. W 1961 przeprowadził eksperyment kosmiczny na pokładzie Explorer X, dowodząc istnienie wiatru słonecznego. Był członkiem Narodowej Akademii Nauk.